# المسجد المملوكي (إربد)
المسجد المملوكي الغربي في وسط مدينة اربد والمعروف باسم المسجد الغربي، من اقدم مساجد المدينة، ويعد شاهداً على تاريخ المدينة الذي تحيط به العشرات من البيوت القديمة ذات الطراز المعماري الفريد. تبين النقوش الحجرية على بعض حجارته ان بناء المسجد يعود الى أكثر من (450) سنة في زمن دولة المماليك التي ضمت في تلك الفترة مصر وبلاد الشام وتركت الكثير من المعالم الأثرية.

## البناء
تم تشييده على نظام القبب، والعقود، من الطراز السائد آنذاك في عهد المماليك، فالسقف عبارة عن مجموعة قباب محمولة على دعامات، اضافة لوجود محراب مجوف، وغرف جانبية أضيفت إليه فيما بعد، ويقوم المسجد على عشرين عموداً، وأعمدته غير متناسقة، لأنها جُلبت من أماكن مختلفة، أما بيت الصلاة، فهو مستطيل الشكل، ويوجد للمسجد بوابتان كل منهما يؤدي الى الشارع الرئيسي، كما ويوجد له سبعة نوافذ، ومئذنة، ومنبر حديث.
يتكون المسجد المملوكي من الرواق الرئيسي  للصلاة على شكل مستطيل تبلغ مساحته الداخلية حوالي (250) متر مربع يقوم على أربعة صفوف من الأعمدة البالغ عددها (20) عمود، ستة منها تتوسط فناء المسجد والباقية موزعة بشكل هندسي مشكلة دعائم وقواعد البناء تم إحضار حجارتها  من مواقع مختلفة من بلاد الشام  بعضها  منحوتا بشكل لولبي.